# Bladulfo
Bladulfo, Bladulfo de Bobbio, o Blidulfo de Bobbio, fue un sacerdote y monje italiano, que según la tradición, fue discípulo de San Columbano. Su celo religioso le valió un enemigo tan poderoso, que ordenó su asesinato, en la Abadía de Bobbio, donde residía como abad del mismo.

## Hagiografía
Arioaldo, rey de los lombardos, condenó el celo religioso de Blandulfo, que se negó a saludarlo por ser arriano, en una ocasión. Fue tal su enojo, que ordenó a sus hombres que ingresaran de noche a la abadía donde vivía el monje, con el fin de asesinarlo. Los enviados golpearon a Blandulfo con bastones, hasta dejarlo en el suelo, ensangrentado. De manera asombrosa, el monje sobrevivió, lo que le acaeció un nuevo atentado, donde desafortunadamente falleció.